# 角谷美知夫
角谷 美知夫（かどたに みちお、1959年5月14日 - 1990年8月5日）は、日本のギタリスト、ボーカリスト、シンガーソングライター、詩人。角谷 美智夫、角谷 未知夫とも表記される。1970年代末から1980年代前半にかけてサイケデリック・ロックバンド「腐っていくテレパシーズ」「オッド・ジョン」として活動した。精神分裂病に伴う幻覚や幻聴を反映した独自の作風で知られ、社会に適応できずに精神を病み、31歳で夭折したアンダーグラウンドなロックミュージシャンとして知られる。

## 経歴
1959年に山口県宇部市で生まれる。裕福な家庭に育つが、1974年に中学を中退後、登校拒否状態が続く。1977年に東京に移り住み、以降は不定期に山口と東京を往復したほか、大阪や九州など各地を訪れた。パンクスになる以前はヒッピー的な生活を送っていたとされ、ヘルハウスと呼ばれた中島らもの自宅にも鈴木創士と共によく出入りしていた。
1978年から工藤冬里や大村礼子と共に音楽活動を開始。1979年に田中トシらと「オッド・ジョン」を結成し、吉祥寺マイナーを中心に活動する。1979年2月～3月にかけてマイナー主催のシリーズコンサート「うごめく・気配・きず」に参加するも、バンドは短期間で自然消滅し、その後は自身の中核プロジェクトとなる「腐っていくテレパシーズ」へと活動の軸足を移した。
腐っていくテレパシーズは固定編成を持たず、山崎春美、工藤冬里、南條麻人、金子寿徳ら多数のミュージシャンが入れ替わり参加した流動的なバンドであり、全曲即興演奏を基盤とした。活動は断続的で中断も多かったが、その創作姿勢は一貫しており、精神分裂病に伴う幻覚や霊的感覚を直接音に変換したような、どうしようもなく崩れ落ちていく陰鬱きわまりないサイケデリック・ロック音楽は「他に例えようもない、特異な感性から放射される音霊」とも評された。
1984年には表立った活動が減少し、秋に山口へ帰郷。精神的な不調はこの時期に始まったものではなく、1979年頃から続いていたとされる。本人は自らの活動について「俺はロックの病理をやってるんだ」と語っていた。
1987年、山口で「S・P・Y」（ソーシャル・ペイン・ユース）というバンドにギタリストとして参加。本人の言によれば「暗い」バンドで、1988年まで在籍した。1989年に再び東京へ戻るが、公的な音楽活動は行わず、作曲や詩作に専念した。しかし1980年代後半から重度の躁鬱症状や幻覚・幻聴に加えて、ジヒドロコデインリン酸塩が配合された鎮咳去痰薬の乱用が進行。一度もメジャーシーンからの注目を集めることはなく、1990年8月5日、オーバードーズによる膵臓炎のため31歳で夭折した。1991年6月、PSFレコードから生前の自宅録音やライブ音源をアンソロジー的に収録した追悼盤『腐っていくテレパシーズ』がリリースされ、日本のサイケ名盤としてカルト的な評価を受けている。
中島らものエッセイ『アマニタ・パンセリナ』（1995年）や自伝的小説『バンド・オブ・ザ・ナイト』（2000年）には「分裂病のカド君」として度々登場することで知られる。2025年8月には、音楽家の森田潤が主宰する自主レーベル「Wine and Dine」から未発表音源がCD化された。内容は、中島の遺品から新たに発見された1987年制作のデモテープ『'87 KAD 3:4:5:6』の完全復刻版となっており、ボーナス・トラックとして中島や鈴木創士らが参加したセッションを収録している。

## ディスコグラフィ
| 発売日        | 商品名                 | 規格品番         | レーベル      | 備考                     |
| ------------- | ---------------------- | ---------------- | ------------- | ------------------------ |
| 1991年6月25日 | 腐っていくテレパシーズ | PSFD-14          | PSFレコード   | 追悼盤にして唯一の公式盤 |
| 2025年8月16日 | '87 KAD 3:4:5:6        | Wine and Dine-38 | Wine and Dine | デモテープの完全復刻版   |

ブートレグ
1996年にインディーズ・カセットレーベル「La Musica Records」から『Rotting Tapes』Vol.I〜Vol.IVおよび『Guys & Dolls Show』の計5本のカセットテープ・アルバムが「腐っていくテレパシーズ」名義でリリースされた。2001年には同レーベルより、4枚組CD-Rセット『Rotting Telepathies / Live 1981』がリリースされている。

## 評価
生前はノイジーでフリーフォームなギターと、その時の精神状態に応じて変化する不安定なボーカルを特徴とした。音楽家の南條麻人は「即興性の強いサイケデリックなパンクを、自然に表現出来る才能とセンスが誰よりもあった」と角谷について分析しており、その上で「日本では唯一の本物のパンクであり続けた、日本のアンダーグラウンド界でも稀な純粋な詩人であり、音楽家であった」「常に脆い精神状態で居て、躁鬱病に悩まされ、幻覚、幻聴と闘いながらも、音楽だけは最後までやり続けた角谷美知夫の存在は本物である」と評価している。南條によれば、角谷の詩と音は偽りのない表現であり、忘却されつつあるロックの知性とリアリティーを体現していたという。その音楽性について「不条理を越えた恐るべき純粋な世界」「紛れもないオリジナリティー溢れる彼の分身としての音群」「脆いまでにギリギリの所まで登りつめたサイケデリックな世界を形成しており、鬱と躁の谷間で、もがき苦しんでいる角谷のリアリティー溢れる叫び」と南條は記している。森田潤も「生き煩わしさをそのまま音に表すことは、後戻りのできない絶対的な賭けだ。殆どの人間はそんな事をできやしない。角谷は言い訳を必要とせずに、ひとつの強力な現実を形作る事ができる、稀有な才覚の持ち主であった」と高く評価した。
メルツバウのメンバーであった東玲子は、角谷の没後の評価に関して「自らの生き方を貫いた人物」として一般的に捉える向きがあるとしながらも、人間は何かを完全に貫き通すことはできず、どこにも至れない思いを抱えながら生きざるを得ない存在であると述べ、この点を角谷自身も理解していたと分析している。そのため、仮に終わりを望むような発言をしたとしても、角谷は最後まで「死にたい」という言葉を直接的には用いなかったと証言している。